# フレディ・スペンサー
フレデリック・バーデッド・"フレディ"・スペンサー・ジュニア（Frederick Burdette "Freddie" Spencer Jr., 1961年12月20日 - ）は、アメリカ合衆国ルイジアナ州出身の元モーターサイクル・レーシングライダー。1983年にはロードレース世界選手権（WGP）500ccクラスで、史上最年少チャンピオン、1985年には同じくWGPの500cc、250cc両クラスでシリーズチャンピオンを獲得した。

## 略歴

### デビューから世界グランプリ登場まで
幼年期からダートトラックレースなどに親しみ、1978年に本格的に二輪ロードレースへの参戦を開始。モトグッツィ、ヤマハ、カワサキなどのライダーを経て1980年にUSホンダと契約。アメリカ国内のレースで活躍した。この年には鈴鹿8時間耐久ロードレースにもホンダのワークスマシンで出場している。同じ年にオートバイレースの最高峰、世界グランプリのベルギーにて500ccクラスにスポット参戦し、グランプリデビューも果たす（この時のみ車両はヤマハのTZ500）。
1981年にはホンダNR500でイギリスGPにスポット参戦。予選10位、決勝でも果敢な走りで5位まで上がってリタイヤと鮮烈な印象を残し、NR500の世界GPにおける最高成績を記録した。

### 世界グランプリ・フル参戦

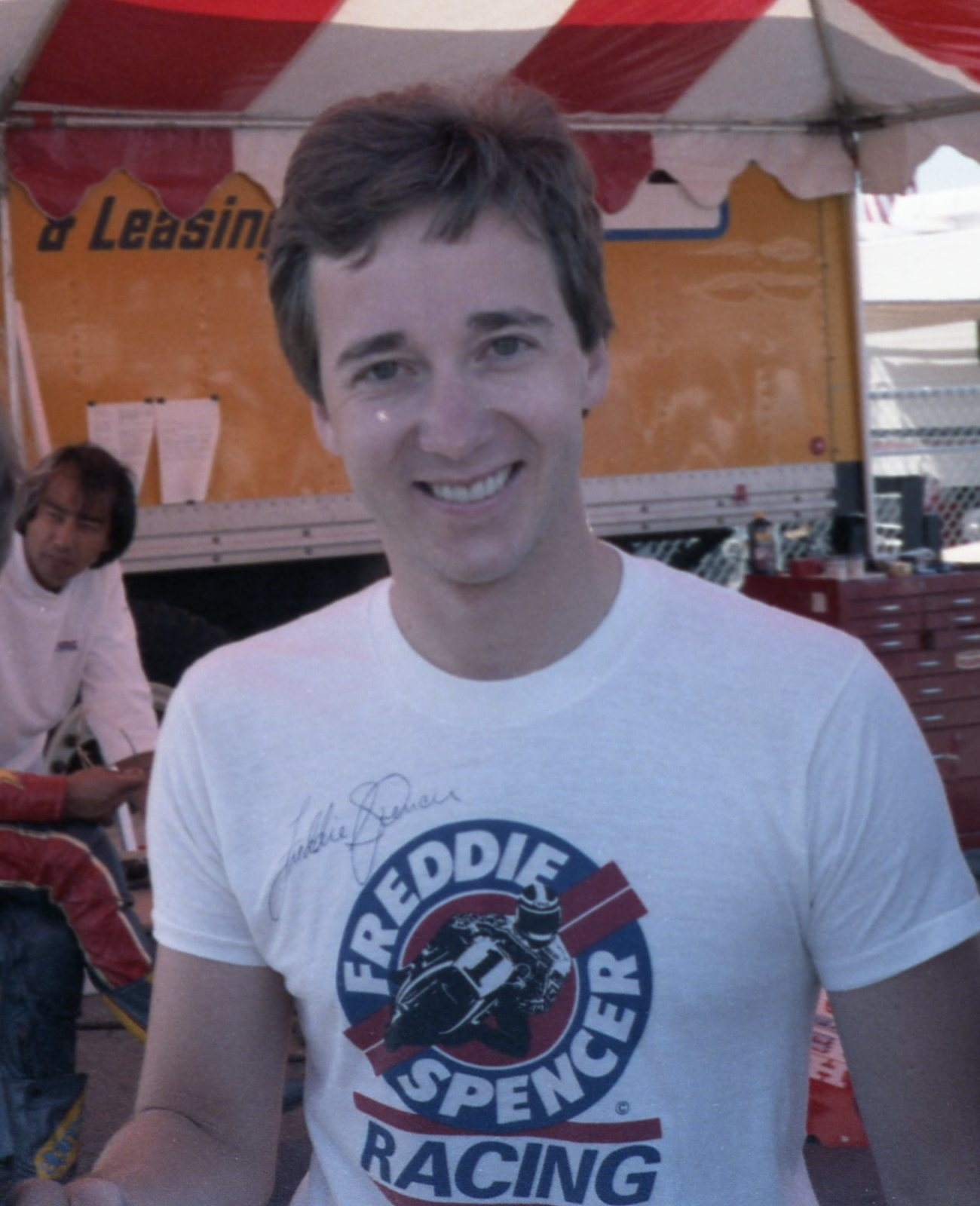
1985年の年間チャンピオン獲得時

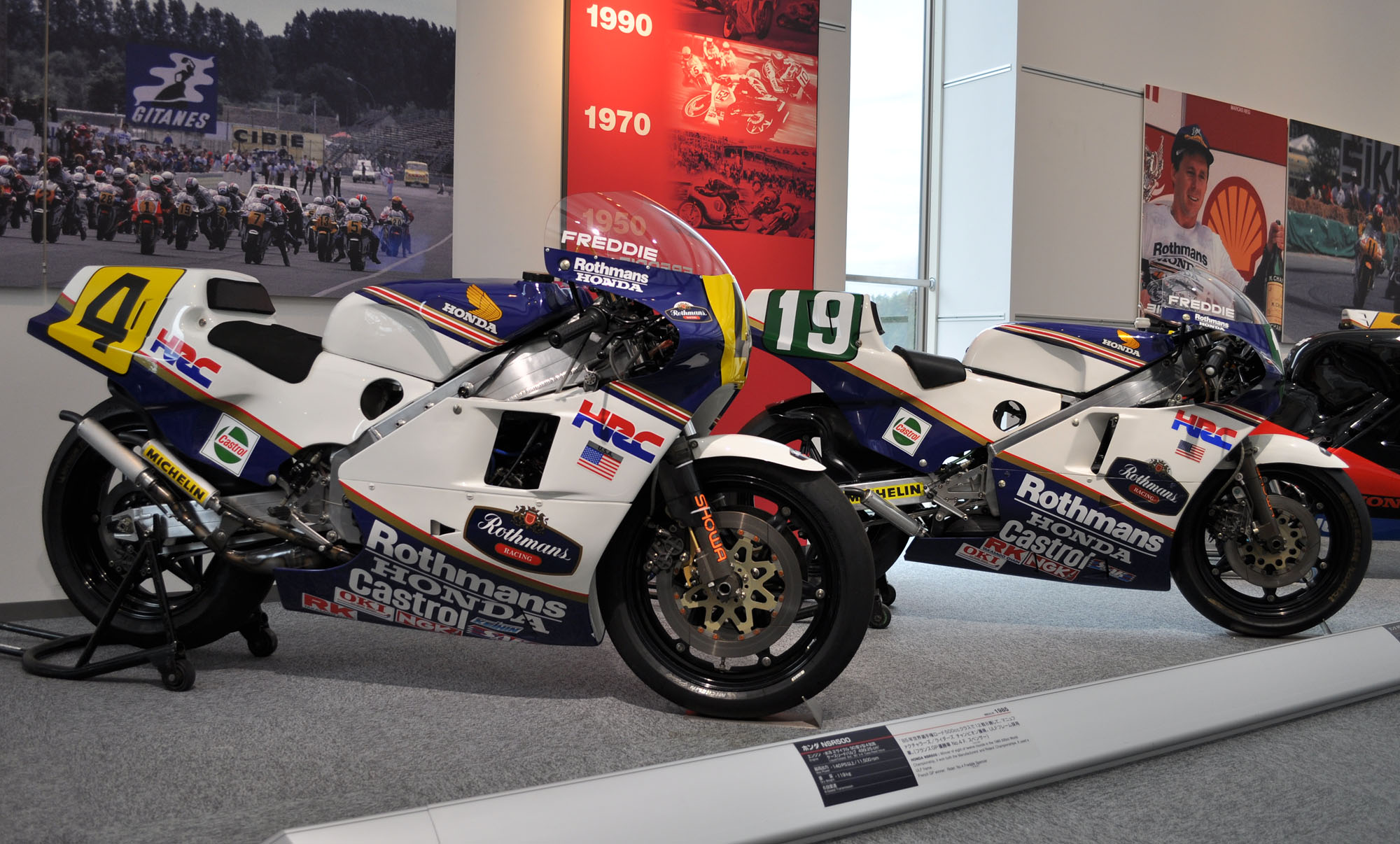
1985年にダブルタイトルを獲得した時のマシン。NSR500（手前）とRS250RW（奥）。

1982年、ホンダ・ワークスから世界GPへのフル参戦を開始。同年からホンダはNR500（4ストロークエンジン）に代え、2ストローク3気筒エンジンの新型マシンNS500を実戦投入しており、スペンサーはこの車両を駆って同年のスペインGPで初のPPを獲得し、ベルギーGPで世界グランプリ初勝利を遂げる。その後も1勝を挙げ、ランキング3位を獲得した。
1983年にはヤマハのケニー・ロバーツと、年間12戦のうち6勝ずつ分け合う激しい戦いを展開。最終第12戦サンマリノGPではケニーが優勝して対戦成績を五分に戻したが、獲得ポイントはスペンサーが2ポイント上回っており、500ccクラスのチャンピオンを獲得した。この時点でスペンサーは21歳8ヶ月であり、2013年にマルク・マルケスに破られるまでロードレース世界選手権の最高峰クラスにおけるシーズン制覇の最年少記録であった。
1984年からホンダはV型4気筒エンジン搭載のNSR500を投入したが、エクゾーストを通常燃料タンクの位置に通す車両の独創的レイアウトの影響によるトラブルが多く、シーズン5勝をあげるもランキングは4位にとどまり、エディ・ローソン（ヤマハ）にシーズンタイトルを奪われた。ちなみにスペンサーはこの年、NSR500と前年の車両NS500をコースによって使い分けていた。
1985年シーズンは前年の成績を挽回すべく、WGP500cc、250ccの両クラスにダブルエントリー。500ccクラスでは全12戦中11戦に出走し7勝をマーク。250ccクラスでは全12戦中10戦に出走しやはり7勝を収め、両クラスとも最終戦を待たずして年間チャンピオンを確定。'70年代以前には同一年に複数のタイトルを獲得する例も多く見られたが、世界GPにおける「Wタイトル」はこの年のスペンサーが現在までのところ最後の記録であり、500ccと250ccのWタイトルは世界GP史上スペンサーのみである。なお90年代後半にダブルエントリーが認められなくなったため、この記録を破ることは現在不可能。

### 右手首故障
シーズンオフには肉体改造を試み翌1986年の開幕戦・スペインGPに登場。予選ではポールポジションを獲得し、決勝レースもスタートからトップを独走した。しかしスペンサーはレース中に右腕に故障を発症してピットインし、そのままリタイア。以後のレースでもリタイアが多く、スペンサーはシーズン途中で戦線を離脱し、結局1986年は獲得ポイントなしであった。
1987年、復活をかけたデイトナのスーパーバイクレースにおいてVFR750を駆り予選最速タイムを叩きだすが、前走車の転倒に乗り上げてしまい転倒骨折、本戦には進めなかった。世界GPの開幕戦・鈴鹿（日本GP）では予選初日の第1回目セッションを5周しただけで手首の状態が良くない事を理由にエントリーを取り消し。スペンサーがレースに戻ったのはシーズン中盤戦以降であった。ポイント獲得はスウェーデンGPでの7位完走・4ポイント獲得の1回のみであり、ランキングは500ccクラス20位であった。
1988年にはスペンサーに対するロスマンズのスポンサードが復活し世界GPにフル参戦する予定だったが、オーストラリアでの開幕前テスト走行でやはり右手首の腱鞘炎の痛みが消えていない事が確認され、3月16日に現役引退を発表。開幕戦・日本GPの会場である鈴鹿サーキットを、ゼッケン19をつけたロスマンズカラーの最新型NSR500で1周ゆっくりと手を振りながら引退記念走行を行った。

### カムバック

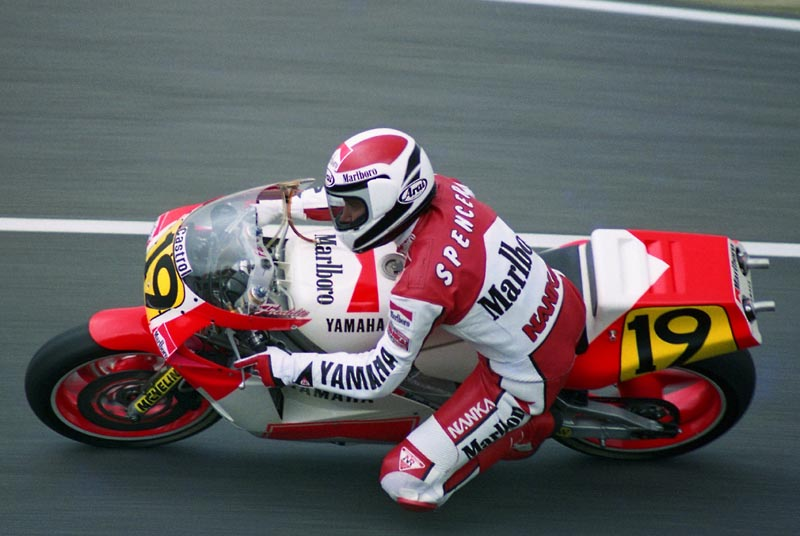
1989年日本GP

約1年後、スペンサーは手首の手術を行った結果、状態はほぼ万全に近くなったとして引退を撤回。1989年にはジャコモ・アゴスチーニ率いるマールボロ・ヤマハチームに加入し、YZR500で世界GPに参戦した。しかし思わしい結果は出なかったため、シーズン途中でチームを去ることになった。帰国後には背中の手術もしている。1992年当時、フレディの腕の不調の原因は白蝋病、と言われていた。
1990年のデイトナではVFR750Rでスポット参戦。翌1991年、1992年とAMAスーパーバイク全戦に参戦し1991年に1勝、1992年に1勝を挙げた。1992年のホンダの勝利は彼だけだった。

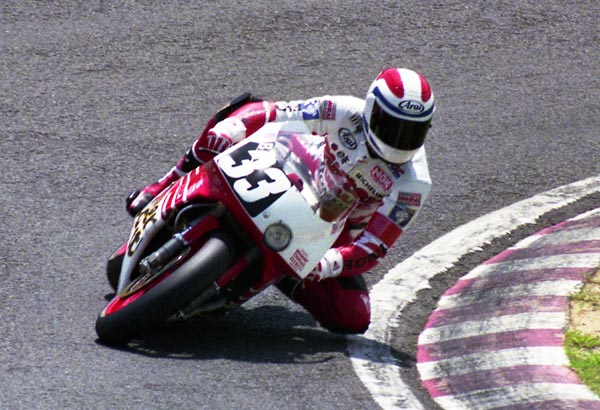
1992年鈴鹿8耐

1992年には日本の鈴鹿8耐にミスタードーナツホンダRVFで参戦。最新ワークスマシンではなかったにもかかわらず予選3位と驚異的なタイムを記録、決勝は転倒を喫しながらも4位で完走した。その後、かつてのパートナーだったアーヴ・カネモトの協力で、南アフリカGPの数日後にキャラミでNSRをテストする機会を与えられ、ここでも好タイムをマークした。
1993年にはヤマハ・モーターフランスチームから世界GP500ccに参戦するも、やはり好結果を残すことは出来ず、同年をもって世界GPからは完全に引退した。
1995年にAMAスーパーバイクレースにドゥカティから参戦し、ラグナセカで優勝。1996年に二度目の引退を発表し、以降は7月22日（木曜日）に転倒して右手首を骨折し、ドクターストップがかけられ、決勝への出場を断念した1999年の鈴鹿8時間耐久ロードレース（代役は武田雄一）を除いてレースへの参戦は無い。
近況では、アメリカのラスベガスでバイクのライディングスクールを経営していたが、世界不況の煽りを受け現在は休業している。2008年には鈴鹿8時間耐久レースの特別イベントとして、かつて1985年にWGPチャンピオンを取ったマシンNSR500でデモラン走行を行い8耐に来た観衆を大いに沸かせた。また、2019年以降は国際モーターサイクリズム連盟のスチュワードパネル委員長にも就任している。

## フレディー・スペシャル
スペンサーが直接開発に携わった1984年~1986年型NSR500は、当初ワークス系チーム内でもスペンサーにのみ与えられており、"フレディー・スペシャル"と呼ばれた。
なお、1986年シーズンはチームメイトのワイン・ガードナーもNSR500でレースに出走。以後はNSR500がワークスライダーとサテライトチームに供給されている。

## 特徴
高速走行の中で長い手足（身長178cm）を駆使しマシンを自在に操り、コーナー終盤の立ち上がり加速を重視するライディング・スタイルが特徴とされる。アメリカ国内レースの頃からファーストラップから驚異的なタイムでライバルを引き離し、2位以下に大差をつけての独走優勝というレース展開が多く、“ファスト（速い）・フレディー（Fast Freddie）”と呼ばれた。
スペンサーの走法は、キャンバーアングル（バンク角）の変化によるマシンの向き変えが鋭く、ダートトラックレースの走法であるパワースライドを用いて両輪差を駆使し、定常円旋回している時間が極端に短いのが特徴だった。また他のライダーに比してエンジンの高回転域まで使用することでも知られた。
1983年のフレディについて、おなじNS500を操るチームメイトだった片山敬済と片山のチーフ・メカニックを務めていた杉原真一は次のように語っている。「フレディの膝の動きはバランサーだ。別に路面がデコボコしているわけじゃないのによく動く、バランサーだな」（片山敬済）。「フレディはわりとすべっても平気だよ。よく感知できないっていうか。エッ!!  すべってたの、ってカンジだ」（杉原真一）。また、片山は、フレディが自己流なライディングをしていると言われていることに対して、「フレディは、タイヤがすべっていることはよくわかっているよ。ちゃんとコントロールしているんだよね」（片山敬済）と話している。

## ヘルメット
15歳のノービス時代から日本のアライヘルメットを愛用し、レプリカモデルのヘルメットがファンやホンダ車ユーザーの人気を集めた。このデザインは元々SHOEIやBELLがOEM生産していたUSホンダの純正アパレルブランドHONDALINE HELMETSの商品の一つであったが、1980年にHONDAと契約したスペンサーはそのヘルメットのカラーリングで1981年頃から世界GP等に出場した。直後にデザインバランスが若干の修正が加えられたほか、スペンサー個人のデザインというわけではなく「アメリカ・ホンダ」の共通カラーだった為、80年代は同デザインをマイク・ボールドウィン（1982鈴鹿8耐などで使用）やオーストラリアのマルコム・キャンベル（Malcolm Bruce Campbell）など他のプロライダーも使用した例があったが、スペンサーが1982年以後WGP500での優勝などをこのヘルメットデザインで得たため、アライが「スペンサーレプリカ」として販売を開始し、世に広まった。グラフィックデザイナーは当時アライヘルメットの米山和男。米山はのちに独立し、「スタジオ・コメ」を開設した（2024年閉店）。初期は白地に頭頂部が赤、青ラインのトリコロールで、1985年から白地に頭頂部が濃紺、赤ラインのロスマンズ用カラー、1989年ヤマハ移籍時の白地に頭頂部が赤、黒ラインのマルボロロゴ入りカラーなどの変遷があった。2020年代以後でもレーシングスーツメーカー・南海部品の発注で最新モデルの帽体のモデルや、同カラーリングのジェットヘル等が継続して販売されている。

## 人物
- 敬虔なモルモン教徒である。1983年シーズン半ばにある雑誌のインタビューに次のように語っている。「僕の走り自体は神にすべてコントロールされている。僕は神に守られているのだ。そこには恐怖心など何もない。ただ、ひたすら神を信じて走ればいいだけのことなのだ」（スペンサー談）[14]
- 上記の宗教上の理由から飲酒喫煙はせず、カフェインの摂取も忌避していたが、清涼飲料ドクターペッパーを愛飲していた[15]。
  - 『ドクターペッパー』にまつわる逸話は複数あり、WGP参戦中の1984年には「毎日アメリカンサイズのラージボトル（約2.8リットル）1本飲んでるよ」と答えている[16]。1985年にもグランプリを転戦中に使っている自身のモーターホーム（大型キャンピングカー）を紹介する企画の際、冷蔵庫の中がドクターペッパーの缶で埋まっていた[17]。
- 自身のキャリアピークとなった1985年シーズンには、ヨーロッパ各国を巡る世界GP開催地に美しい婚約者サリー・ジョベール（1985年のミス・インターナショナルの準ミス）がずっと帯同していた（のち婚約解消）。

## 主な戦績

### ロードレース世界選手権
- 凡例
- ボールド体のレースはポールポジション、イタリック体のレースはファステストラップを記録。

| 年   | クラス | チーム                   | マシン  | 1       | 2      | 3       | 4      | 5       | 6       | 7      | 8      | 9       | 10     | 11      | 12      | 13    | 14    | 15    | ポイント | 順位 | 勝利数 |
| ---- | ------ | ------------------------ | ------- | ------- | ------ | ------- | ------ | ------- | ------- | ------ | ------ | ------- | ------ | ------- | ------- | ----- | ----- | ----- | -------- | ---- | ------ |
| 1980 | 500cc  | ヤマハ                   | TZ500   | ITA -   | SPA -  | FRA -   | NED -  | BEL NC  | FIN -   | GBR -  | GER -  |         |        |         |         |       |       |       | 0        | -    | 0      |
| 1981 | 500cc  | ホンダ                   | NR500   | AUT -   | GER -  | ITA -   | FRA -  | YUG -   | NED -   | BEL -  | RSM -  | GBR DNF | FIN -  | SWE -   |         |       |       |       | 0        | -    | 0      |
| 1982 | 500cc  | ホンダ                   | NS500   | ARG 3   | AUT NC | FRA -   | SPA NC | ITA 2   | NED DNF | BEL 1  | YUG 4  | GBR 2   | SWE NC | RSM 1   | GER DNF |       |       |       | 73       | 3位  | 2      |
| 1983 | 500cc  | ホンダ                   | NS500   | RSA 1   | FRA 1  | ITA 1   | GER 4  | SPA 1   | AUT NC  | YUG 1  | NED 3  | BEL 2   | GBR 2  | SWE 1   | RSM 2   |       |       |       | 144      | 1位  | 6      |
| 1984 | 500cc  | ホンダ                   | NSR500  | RSA DNS | ITA 1  | SPA -   | AUT 2  |         | FRA 1   | YUG 1  | NED NC |         |        |         |         |       |       |       | 87       | 4位  | 5      |
| 1984 | 500cc  | ホンダ                   | NS500   |         |        |         |        | GER 1   |         |        |        | BEL 1   | GBR -  | SWE -   | RSM -   |       |       |       | 87       | 4位  | 5      |
| 1985 | 250cc  | ロスマンズ・ホンダ       | RS250RW | RSA 1   | SPA 9  | GER 2   | ITA 1  | AUT 1   | YUG 1   | NED 1  | BEL 1  | FRA 1   | GBR 4  | SWE -   | RSM -   |       |       |       | 127      | 1位  | 7      |
| 1985 | 500cc  | ロスマンズ・ホンダ       | NSR500  | RSA 2   | SPA 1  | GER 2   | ITA 1  | AUT 1   | YUG 2   | NED NC | BEL 1  | FRA 1   | GBR 1  | SWE 1   | RSM -   |       |       |       | 141      | 1位  | 7      |
| 1986 | 500cc  | ロスマンズ・ホンダ       | NSR500  | SPA NC  | ITA -  | GER -   | AUT NC | YUG -   | NED -   | BEL -  | FRA -  | GBR -   | SWE -  | RSM -   |         |       |       |       | 0        | -    | 0      |
| 1987 | 500cc  | ロスマンズ・ホンダ       | NSR500  | JPN -   | SPA -  | GER -   | ITA -  | AUT -   | YUG -   | NED -  | FRA -  | GBR NC  | SWE 7  | CZE 11  | RSM NC  | POR - | BRA - | ARG - | 4        | 20位 | 0      |
| 1989 | 500cc  | マールボロ・ヤマハ       | YZR500  | JPN 14  | AUS NC | USA DNF | SPA 5  | ITA DNS | GER 9   | AUT 9  | YUG 27 | NED 13  | BEL 9  | FRA DNF | GBR -   | SWE - | CZE - | BRA - | 33.5     | 16位 | 0      |
| 1993 | 500cc  | ヤマハ・モーターフランス | YZR500  | AUS DNF | MAL -  | JPN -   | SPA -  | AUT -   | GER -   | NED -  | EUR -  | RSM -   | GBR -  | CZE DNF | ITA 14  | USA - | FIM - |       | 2        | 37位 | 0      |

### 鈴鹿8時間耐久ロードレース
| 年   | 車番 | ペアライダー           | チーム                             | マシン         | 予選順位 | 決勝順位 | 周回数 |
| ---- | ---- | ---------------------- | ---------------------------------- | -------------- | -------- | -------- | ------ |
| 1980 | 8    | バージニオ・フェラーリ | アメリカ・ホンダ                   | ホンダ・RS1000 | 11       | Ret      | 3      |
| 1992 | 33   | 鶴田竜二               | ミスタードーナツ・オクムラ・ホンダ | ホンダ・RVF750 | 3        | 4        | 204    |